# 天主教齊魯阿努曼迪迪教區
天主教齊魯阿努曼迪迪教區 （拉丁語：Dioecesis Tsiroanomandidyensis）是馬達加斯加一個羅馬天主教教區，屬安塔那那利佛總教區。
1949年1月13日設宗座監牧區，1958年12月19日升為教區。
2010年有教友186,691人（佔轄區總人口41.0%）、三個堂區、四十八名司鐸。目前教座處於出缺狀態。